# Lingua mon
La lingua mon (ဘာသာမန်, trascrizione IPA: [pʰesa mɑn]) è l'idioma tradizionale del popolo mon; fa parte del gruppo monico delle lingue mon khmer, che a loro volta fanno parte della famiglia austroasiatica. Viene parlata principalmente nella Birmania meridionale, ma vi sono diverse comunità mon anche in Thailandia. Nome alternativo dell'etnia e della lingua è peguano, dall'antica capitale dei mon Pegu, o anche talaing, nome imposto dai birmani e considerato dispregiativo dai mon.
La sostanziale differenza tra il mon letterario e quello moderno parlato ha generato dei problemi a livello di istruzione ed anche in internet, dove mancano un codice Unicode e altri standard per la lingua mon, che viene quindi espressa con dei grafici.

## Distribuzione
Secondo quanto riporta Ethnologue, il mon era parlato nel 2004 da 743.000 persone in Birmania e nel 1984 da 108.000 in Thailandia. In realtà non si può stabilire con precisione quanti parlano il mon, per la mancanza di un apposito censimento sia in Birmania che in Thailandia. La lingua è in declino, la popolazione totale mon supera il milione ma molti parlano solo il birmano o il thai, la maggior parte è bilingue, mentre quelli che parlano solo il mon sono una minoranza. In Birmania viene parlato principalmente nello Stato Mon, ma anche nello Stato Kayin e nelle regioni di Bago, Mandalay, Tanintharyi e Yangon.
La presenza dei mon nel territorio dell'odierna Thailandia risale al I millennio, prima dell'arrivo dei siamesi, quando fondarono diverse città-Stato e diffusero la propria cultura nel periodo Dvaravati. Sottomessi i regni di Dvaravati dall'espansione dell'Impero Khmer, altri mon tornarono in Siam alla ricerca di asilo politico nel XVI secolo, quando i birmani conquistarono il Regno di Hanthawaddy dei mon, e nel XVIII secolo, quando la Dinastia Konbaung birmana punì la maggiore ribellione mon con un genocidio.
Nuove migrazioni mon in Thailandia hanno avuto luogo dopo la fine della seconda guerra mondiale, anche a causa della violenta repressione del neonato Stato birmano contro le ribellioni delle minoranze etniche. Attualmente, le maggiori comunità di mon in Thailandia che ancora parlano la propria lingua si trovano nelle zone di frontiera, nelle zone attorno a Bangkok, e nelle province di Kanchanaburi, Pathum Thani, Ratchaburi, Surat Thani, Lopburi e Korat.
Un discorso a parte merita la lingua degli nyah kur, discendenti degli antichi mon del periodo Dvaravati rimasti in alcune delle odierne province thailandesi, la cui lingua si basa sull'antica lingua mon di quel tempo. Questo idioma è scarsamente intelligibile con il mon moderno, e viene considerato dai linguisti una lingua a parte, l'unica lingua monica meridionale. Lo nyah kur ed il mon sono gli unici idiomi delle lingue moniche.

## Dialetti
Il mon ha diversi dialetti che sono tra loro ampiamente intelligibili e che sono da Ethnologue raggruppati nel seguente modo:
- Mon centrale, parlato principalmente a Martaban e Moulmein
- Mon settentrionale, nella zona di Pegu
- Mon meridionale, nella zona di Ye

Anche i dialetti del mon parlati in Thailandia si rifanno a questi tre gruppi. Problemi di comprensione tra mon stanziati in zone diverse nascono dall'inserimento di prestiti lessicali dal thai o dal birmano.

## Storia
I mon hanno svolto un importante ruolo nella storia del territorio che forma l'odierna Birmania. Furono il primo popolo del sud-est asiatico a subire l'influenza della cultura indiana, da cui mutuarono il Buddhismo Theravada e l'alfabeto. Il Regno di Thaton dei mon dominò la Bassa Birmania fino al primo confronto con i bamar (nome originale dei birmani) del Regno di Pagan, che assoggettarono Thaton nel 1057, ma il mon continuò comunque ad essere fino al XII secolo la lingua franca nella valle dell'Irrawaddy.
Il re di Pagan Kyansittha (regno 1084–1113) protesse la lingua mon e ne adottò l'alfabeto, che è quindi alla base del moderno alfabeto birmano. Diverse iscrizioni furono fatte realizzare da questo sovrano, in particolare l'iscrizione di Myazedi, oggi conservata in un tempio di Pagan, scolpita su una stele nelle quattro versioni in lingua birmana, mon, pyu e pali, una per ogni lato della stele. Dopo la morte di Kyansittha, l'antica lingua birmana sostituì come lingua franca quella mon e quella pyu, che conobbero un periodo di declino.
Nel frattempo, il mon era diventato anche la lingua franca nella valle del Chao Phraya, l'odierna Thailandia Centrale, in quello che è conosciuto come il periodo Dvaravati. Molte iscrizioni in alfabeto mon risalenti a tale periodo sono state ritrovate nella zona. I regni di Dvaravati furono sottomessi o resi vassalli dall'emergente Impero Khmer tra il X e il XII secolo, e l'incontro fra le due culture fu di fondamentale importanza per l'Indocina; molte delle lingue sviluppatesi nella regione sono tuttora considerate parte della famiglia linguistica mon khmer. Nella prima metà del secondo millennio, la lingua mon ha avuto un grande influsso sul birmano, sul thai e sulle lingue karen, cha hanno tutte adottato termini mon.
La lingua mon conobbe un nuovo periodo di espansione alla fine del XIII secolo con la caduta di Pagan e la fondazione del Regno di Hanthawaddy (1287–1539) dei mon nel territorio dell'odierna Birmania meridionale. Continuò ad essere la lingua principale di tale regione anche dopo la caduta del regno nel XVI secolo, periodo in cui il mon parlato iniziò a discostarsi da quello scritto, che invece non ha subito modifiche nemmeno nei secoli successivi. L'idioma ebbe un primo declino con il divieto di parlarlo imposto dal re birmano Alaungpaya, quando sottomise e fece pulizia etnica dei mon che si erano ribellati nel 1752. Fu in questo periodo che la lingua mon si è modernizzata ed ha assunto la sua forma odierna. Un impoverimento della lingua avvenne durante la dominazione dei britannici (1852-1948), che ripopolarono il Delta dell'Irrawaddy a scopi agricoli con immigranti provenienti da altre province dell'Impero britannico, relegando i mon e la loro lingua ad un ruolo secondario.
Un ulteriore declino seguì la conquista dell'indipendenza della Birmania del 1948, quando la lingua dei bamar riprese il sopravvento ed iniziarono i movimenti indipendentisti da parte delle minoranze del Paese, tra le quali i mon. Le guerre civili che il governo centrale ha intrapreso per domare queste ribellioni ha confinato i mon nelle zone di frontiera con la Thailandia, e l'insegnamento della lingua è stato affidato a monaci buddhisti membri dell'etnia. L'accesso all'istruzione nei templi per le donne è limitato ed il tasso di alfabetizzazione degli uomini è quindi più alto. Tale tendenza si è ridotta dopo l'istituzione, da parte del Nuovo Partito dello Stato Mon, di corsi di lingua mon aperti a tutti.
La politica di riforme inaugurata nel 2011 dal governo per uscire dall'isolamento internazionale a cui lo avevano costretto le sanzioni dei Paesi più industrializzati, prevedono un'apertura nei riguardi delle minoranze etniche che implica il rispetto per le loro culture. Malgrado che molti vedano tali riforme come un palliativo della giunta militare per nascondere la sua volontà di continuare a detenere il potere a tutti i costi, e che l'uso della repressione contro le minoranze sia tuttora esercitato, alcuni risultati positivi si sono cominciati a vedere. Nel 2012 è stato fondato il periodico mensile mon Than Lwin Times, e nel 2013 è stata annunciata la diffusione di notizie in lingua mon da parte di tale giornale, le prime stampate in mon nel Paese dal 1962.

## Descrizione
A differenza delle vicine lingue birmana, cinese, thai e lao, il mon non è una lingua tonale, caratteristica che condivide con la correlata lingua khmer. Nella pronuncia delle vocali vengono comunque impiegati due registri fonetici distinti, nel primo e più usato la voce è chiara o stridula, nel secondo la vocale viene pronunciata con la sonorizzazione aspirata. Ciascuna delle 35 consonanti dell'alfabeto mon è associata ad uno solo dei due registri fonetici, e una stessa vocale viene pronunciata diversamente a seconda che la consonante ad essa associata appartenga al primo o al secondo registro.
Le frasi nel mon seguono l'ordine Soggetto Verbo Oggetto (SVO), in cui il soggetto precede il verbo mentre il complemento oggetto lo segue. I pronomi personali sono sottintesi quando formano il soggetto e sono quindi esclusi. Il mon, a differenzia delle altre lingue del sud-est asiatico, non fa uso di classificatori linguistici e prevede un sistema per evidenziare i plurali.

## Scrittura
L'alfabeto mon è un alfasillabario e deriva dalle antiche scritture indiche portate dall'India al sud-est asiatico all'inizio del I millennio. I mon estesero la propria influenza nei secoli successivi nei territori che formano le odierne Birmania meridionale e Thailandia centrale, formando rispettivamente il Regno di Thaton e quelli Dvaravati. Le iscrizioni mon più antiche tra quelle ritrovate sono quelle in alfabeto pallava, venute alla luce nella zona di Lopburi e risalenti all'VIII secolo. Non vi sono evidenze che i mon abbiano adottato la scrittura pallava dai preesistenti Pyu, o se invece sia arrivata via mare nella capitale Thaton, che era a quel tempo un fiorente porto marittimo.
Dall'antico alfabeto mon sono derivati l'alfabeto birmano, il tai tham dei tai yuan, gli antenati degli odierni nord-thailandesi e l'antico alfabeto laotiano che tuttora viene utilizzato come lingua liturgica in alcuni monasteri. La tradizione religiosa di scrivere il mon antico su foglie di palma si è tramandata in Siam fino ai tempi del re Rama VI, nel XX secolo, quando la diffusione della stampa e delle scuole in lingua siamese fecero cadere in disuso tale tradizione. All'inizio di quel secolo, era stata introdotta la stampa anche per il mon nel Siam e furono stampati alcuni libri, in prevalenza religiosi.
L'alfabeto mon è sostanzialmente uguale a quello birmano, con alcune modifiche e con l'aggiunta di alcuni elementi caratteristici della sola scrittura mon. È più simile al mon parlato antico che a quello moderno; è sopravvissuto grazie all'impegno di alcuni monaci, che l'hanno tramandato in un periodo in cui venne diffuso anche tra i mon l'alfabeto birmano. Il disuso della scrittura etnica e l'acquisizione di neologismi ed elementi thai o birmani nel mon parlato, rendono difficile la comprensione e il recupero della scrittura mon, che non è più stata aggiornata dalla fine del XVIII secolo.
Tra le caratteristiche dell'alfabeto, una delle principali è che lo stesso fono viene rappresentato con una trascrizione fonetica diversa a seconda se compare all'inizio o all'interno della parola, uno stesso suono viene quindi rappresentato con due vocali diverse. Le consonanti si dividono in due gruppi, quelle impiegate con registro fonetico aperto e quelle con registro fonetico aspirato.